# 多治見シネマ
多治見シネマ（たじみシネマ）は、かつて岐阜県多治見市錦町3丁目にあった映画館。

## 概要
1925年（大正14年）1月5日に多治見館（たじみかん）として開館し、高度経済成長期には大映作品を上映する多治見大映（たじみだいえい）に改称した。1990年（平成2年）4月にはコロナグループ傘下に入って多治見シネマに改称し、2004年（平成16年）1月31日をもって閉館した。多治見シネマが閉館したことで岐阜県東濃地区から映画館が長らく無くなっていたが、2025年春に土岐市のイオンモール土岐内に「イオンシネマ土岐」が開業する事が決まり、約21年ぶりに東濃地域に映画館が復活する事になった。

## 歴史

### 年表
- 1925年（大正14年）1月5日 - 多治見館（キネマ多治見館）として開館。
- 1960年代後半 - 多治見大映に改称。
- 1990年（平成2年）4月 - 多治見シネマに改称。
- 2004年（平成16年）1月31日 - 閉館。

### 多治見館

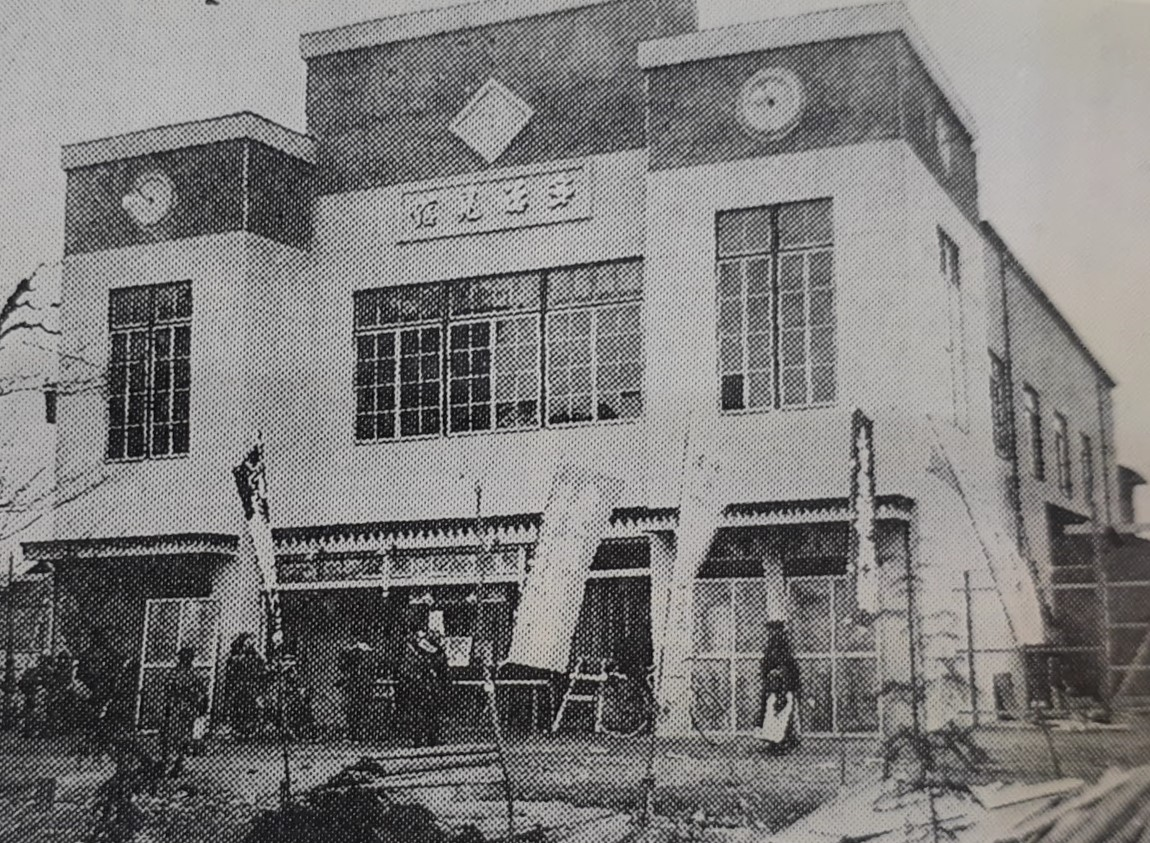
1925年の開館直後の多治見館

1893年（明治26年）には岐阜県土岐郡多治見町錦町3丁目の新羅神社の北側に西ヶ原遊郭が移転し、この地域は遊郭を中心ににぎわいを見せた。1925年（大正14年）1月5日、多治見町初の常設映画館として新羅神社の南側に多治見館（キネマ多治見館）が開館した。同年3月には愛知県名古屋市などでも人気があった『母九巻・大毎ニュース・バクダットの盗賊』などが上映されている。8月に日活の『大地は微笑む』が上映された際には、女優の飯田蝶子や栗島すみ子（いずれも『大地は微笑む』の出演者ではない）が舞台上で挨拶を行い、超満員の観客から喝采を浴びた。
1931年（昭和6年）11月には田中絹代主演の『マダムと女房』が上映されたが、この作品は日本初の本格的なトーキー映画である。多治見館は愛知県瀬戸市の映画館と連携して経営されたため、（フィルムの輸送が間に合わずに）定刻から一時間も上映開始が遅れることもあった。
太平洋戦争の戦時色が濃くなった1944年（昭和19年）には豊岡劇場とともに多治見館も閉館しており、多治見で営業を続ける映画館は榎元座のみとなった。戦後の1947年（昭和22年）にはハンフリー・ボガート主演の『カサブランカ』（1942年・アメリカ）、マルク・アレグレ監督作『乙女の湖』（1934年・フランス）、ヴィクトル・ユーゴー原作の『ノートルダムの傴僂男』（1939年・アメリカ）、セシル・B・デミル監督作『大平原』（1939年・アメリカ）などの洋画が相次いで上映された。同年の邦画では、『路傍の石』（1938年・日活）、成瀬巳喜男作『鶴八鶴次郎』（1938年・東宝）、長谷川一夫主演の『藤十郎の恋』（1938年・東宝）などが上映された。
| 1960年の多治見市の映画館（4館） |
| ------------------------------- |
| 多治見館（白銀町）              |
| 榎元座（新町）                  |
| 多治見文化劇場（本町）          |
| 多治見東映劇場（栄町）          |

昭和20年代末には黒澤明監督作『七人の侍』（東宝）、美空ひばりと市川雷蔵が共演した『歌ごよみ お夏清十郎』（新東宝）、ウィリアム・ワイラー監督作『ローマの休日』、ヴィクター・フレミング監督作『風と共に去りぬ』などが上映され、『七人の侍』などはとても人気があった。多治見市立池田小学校はクラス全員で小学校から多治見館まで歩いてから映画を観る鑑賞会を行っていた。
映画黄金期の多治見には4館の映画館があり、多治見館のほかは1882年（明治15年）に芝居小屋として開館した榎元座（松竹・東映）、1947年（昭和22年）に豊岡劇場から改称した多治見文化劇場（映画と実演）、1956年（昭和31年）1月26日に開館した多治見東映（東映）だった。映画黄金期の昭和30年代には東濃地区だけで約20館の映画館が存在した。

### 多治見大映
| 1980年の多治見市の映画館（2館） |
| ------------------------------- |
| 多治見大映劇場（錦町3-6）       |
| 多治見東映劇場（栄町1-37）      |

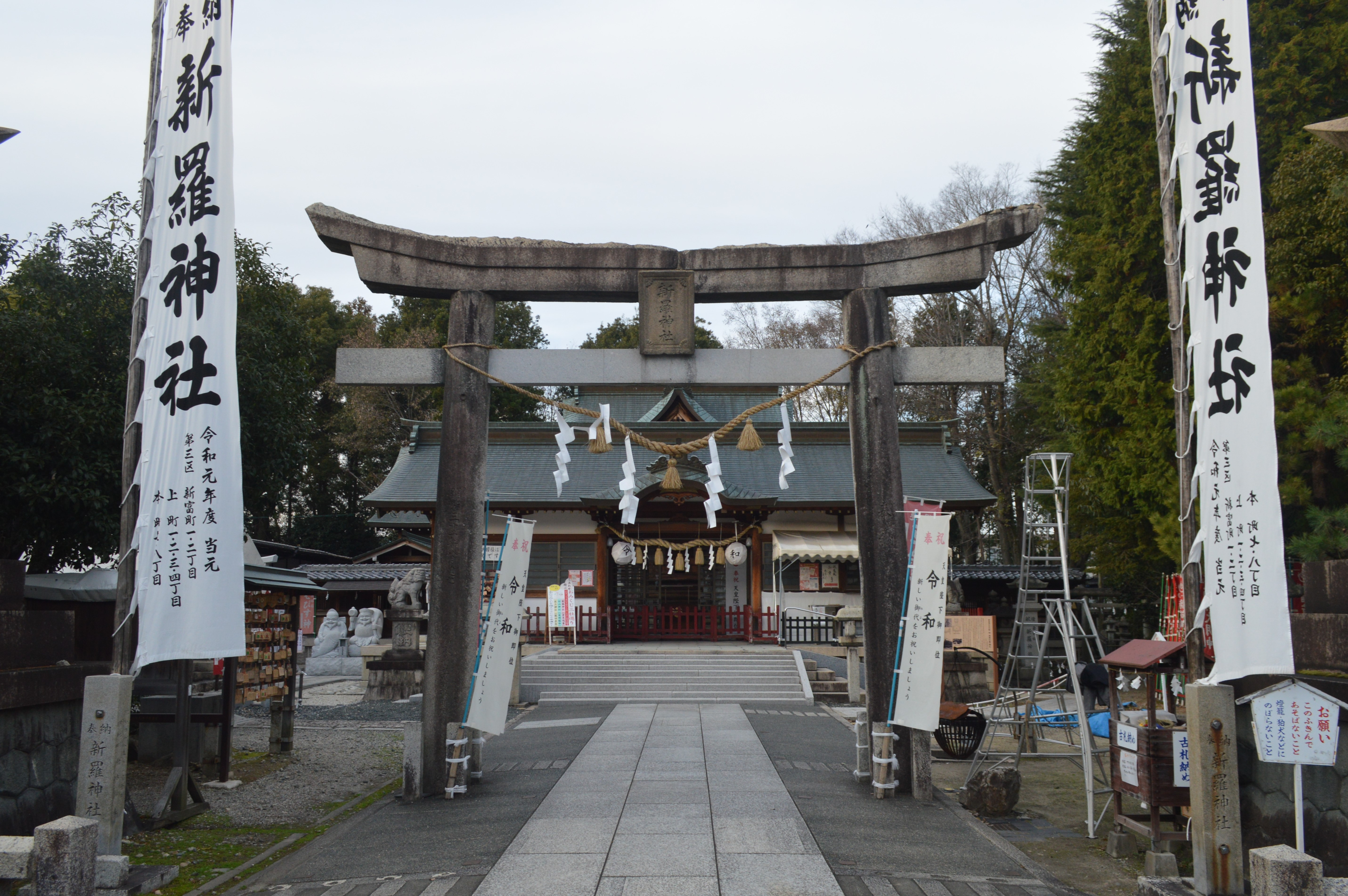
多治見シネマ北側の新羅神社

1966年（昭和41年）以後には多治見館が多治見大映に改称し、流行の喜劇シリーズなど大映作品を上映した。1963年（昭和38年）11月には多治見文化劇場が日活の直営館となって多治見日活劇場に改称したが、1970年（昭和45年）2月28日をもって閉館した。同年4月には榎元座も閉館し、多治見市の映画館は多治見大映と多治見東映の2館となった。1970年代には山口百恵主演の青春映画などがヒットした。
1980年（昭和55年）の多治見市にあった映画館は多治見大映と多治見東映の2館だったが、『多治見市史 通史編 下』が刊行された1987年（昭和62年）時点では、東濃地区全体を見渡しても映画館は多治見大映と多治見東映から改称した多治見グランド（2スクリーン）のみで、7年前よりも1スクリーン増えている。多治見大映は高山市の高山京極大映なども手掛ける大五興行株式会社が運営していたが、1980年代後半からはレンタルビデオの普及などが理由で経営が悪化した。

### 多治見シネマ
| 2000年の多治見市の映画館（4館） |
| ------------------------------- |
| 多治見シネマ（錦町3-6）         |
| 多治見シネマ2（錦町3-6）        |
| 多治見グランド1（栄町1-37）     |
| 多治見グランド2（栄町1-37）     |

1990年（平成2年）4月には愛知県小牧市に本社を置いてアミューズメント施設を運営するコロナグループ傘下に入った。コロナグループは効率化のために館内を2館に分け、多治見大映から多治見シネマ1・2に改称した。さらにカラオケコーナーを併設するなどして経営改善を図った。1998年（平成10年）1月には『タイタニック』が大ヒットし、月間観客数は約15,000人だった。2000年（平成12年）1月31日に多治見グランドが運営会社社長の死去を機に完全閉館すると、多治見シネマは同市に残る唯一の映画館となった。
しかし駐車場が狭いという問題は克服できず、また同一施設内に多数のスクリーンを持つシネマコンプレックスが台頭したことで、2003年（平成15年）10月の月間観客数は約2,200人にまで落ち込んだ。同秋に閉館が決定し、2004年（平成16年）1月31日をもって閉館した。最終日の上映作品は『ファインディング・ニモ』、『マトリックス レボリューションズ』、『ラスト サムライ』だった。
多治見シネマが閉館したことで、中津川市や恵那市なども含む東濃地区から映画館が無い状態が20年以上に渡って続いており、多治見市からもっとも近い映画館は（県外の）愛知県小牧市にある小牧シネマワールド（現在の小牧コロナシネマワールド）であった。そのため、2004年（平成16年）4月6日からは岐阜新聞東濃版に小牧シネマワールドの上映時間情報が掲載されるようになった。多治見シネマは1925年（大正14年）の開館から2004年（平成16年）の閉館まで同一の建物を使用していたが、この建物は2007年（平成19年）から2008年（平成20年）頃に取り壊され、跡地は駐車場として利用されている。